# Februar 2001
Portal Geschichte | Portal Biografien | Aktuelle Ereignisse | Jahreskalender | Tagesartikel

◄ |
20. Jahrhundert |
21. Jahrhundert

◄ |
1970er |
1980er |
1990er |
2000er
| 2010er | 2020er | 2030er | ►

◄ |
1997 |
1998 |
1999 |
2000 |
2001
| 2002 | 2003 | 2004 | 2005 | ►

◄ |
November 2000 |
Dezember 2000 |
Januar 2001 |
Februar 2001 |
März 2001 |
April 2001 |
Mai 2001 |
►
Dieser Artikel behandelt tagesbezogene Nachrichten und Ereignisse im Februar 2001.

## Tagesgeschehen

### Donnerstag, 1. Februar 2001
- Praia/Kap Verde: José Maria Neves wird neuer Premierminister der Inselgruppe. Er ist Vorsitzender der Afrikanischen Partei für die Unabhängigkeit Kap Verdes.[1]

### Sonntag, 4. Februar 2001
- Paris/Frankreich: Die Nationalmannschaft des Gastgebers wird Weltmeister im Handball durch einen 28:25-Sieg im Finale der 17. Männer-WM gegen Titelverteidiger Schweden.[2]

### Dienstag, 6. Februar 2001
- Berlin/Deutschland: Der TV-Moderator Günther Jauch wird für seine Arbeit mit der Goldenen Kamera ausgezeichnet.[3]

### Mittwoch, 7. Februar 2001

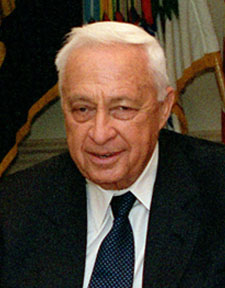
Ariel Scharon

- Berlin/Deutschland: Die 51. Internationalen Filmfestspiele Berlin werden mit dem Film Duell – Enemy at the Gates des Regisseurs Jean-Jacques Annaud eröffnet.[4]
- Jerusalem/Israel: Ariel Scharon wird Ministerpräsident.

### Sonntag, 11. Februar 2001
- Vaduz/Liechtenstein: Bei den Landtagswahlen überholt die christlich-konservative Fortschrittliche Bürgerpartei (FBP) die sozial-konservative Vaterländische Union (VU) in der Wählergunst und löst diese als Regierungspartei ab.[5]

### Montag, 12. Februar 2001

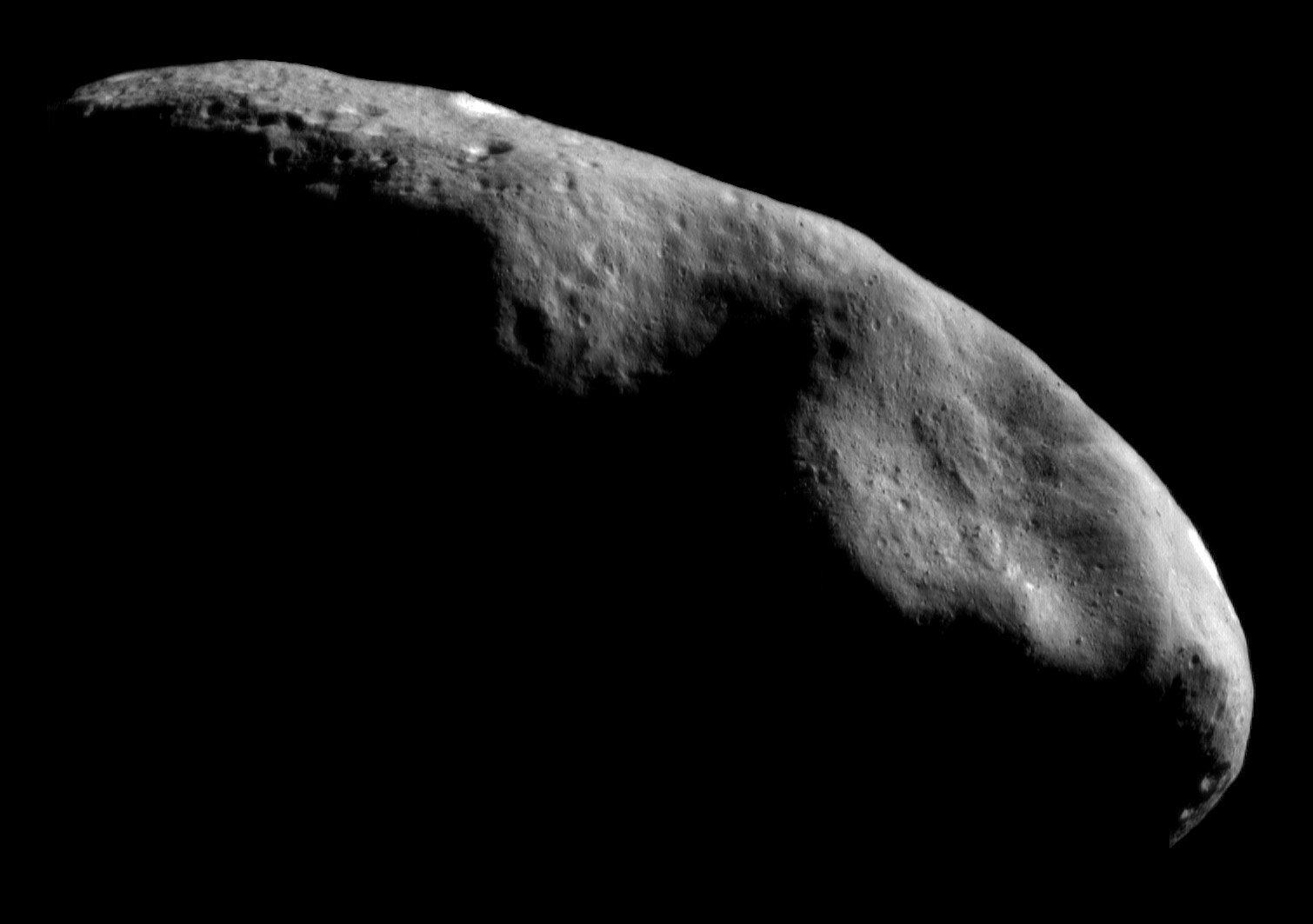
Eros, fotografiert von NEAR

- Eros: Mit der Raumsonde NEAR (Mission der NASA) landet nach einem Jahr im Orbit des Asteroiden Eros erstmals in der Raumfahrtgeschichte ein Flugkörper auf der Oberfläche eines Asteroiden.[6]

### Donnerstag, 15. Februar 2001
- London/Vereinigtes Königreich: Die Zeitschrift Nature veröffentlicht die vorläufige Arbeitsversion des gesamten menschlichen Genoms. Die Hauptautoren des Artikels Eric Lander (Boston), John E. Sulston (Cambridge, Vereinigtes Königreich), Robert H. Waterston (St. Louis) und Francis Collins (Bethesda) sind im Humangenom-Projekt zusammengeschlossen.[7]

### Freitag, 16. Februar 2001
- Bagdad/Irak: US-amerikanische und britische Kampfflugzeuge bombardieren Ziele in der Nähe von Bagdad, da der Irak gegen das Flugverbot verstoßen habe.

### Sonntag, 18. Februar 2001
- Berlin/Deutschland: Die Jury der 51. Internationalen Filmfestspiele Berlin zeichnet den Film Intimacy von Regisseur Patrice Chéreau als besten Beitrag des Festivals mit dem Goldenen Bären aus.[8]
- Virginia/Vereinigte Staaten: Der FBI-Mitarbeiter Robert Hanssen verliert auf öffentlicher Straße Dokumente, die seine 15 Jahre andauernde Spionage für die Sowjetunion und Russland aufdecken. Hanssen wird schließlich in einem Park aufgespürt und festgenommen.[9]

### Dienstag, 20. Februar 2001
- Sanaa/Jemen: Erste landesweite Kommunalwahlen.

### Mittwoch, 21. Februar 2001

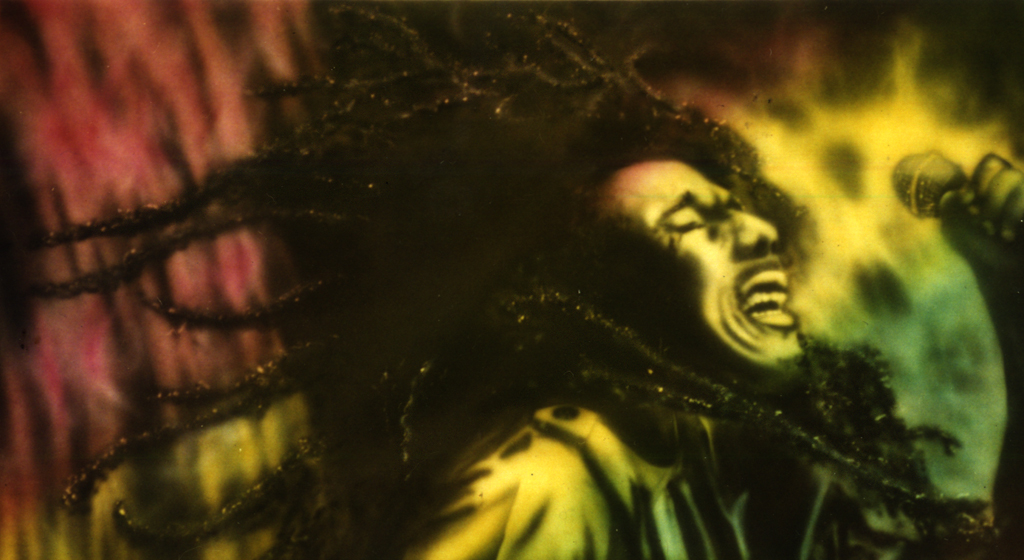
Vor fast 20 Jahren starb der Jamaikaner Bob Marley

- Los Angeles/Vereinigte Staaten: Bei den 43. Grammy Awards erhalten u. a. der verstorbene Reggaemusiker Bob Marley und die Rockbands The Beach Boys und The Who Preise für ihr Lebenswerk.[10]

### Freitag, 23. Februar 2001
- Deutschland, Mexiko: Der Investitionsschutzvertrag zwischen beiden Staaten tritt in Kraft.[11]

### Sonntag, 25. Februar 2001
- Chișinău/Moldawien: Parlamentswahlen.
- Praia/Kap Verde: Pedro Pires wird Staatspräsident.

### Montag, 26. Februar 2001
- Nizza/Frankreich: Die Vertreter der 15 Mitgliedstaaten der Europäischen Union unterzeichnen auf dem Treffen des EU-Rats den Vertrag von Nizza, der einerseits die EU-Erweiterung um Länder im Süden und Osten Europas beinhaltet und andererseits die Beschlussfähigkeit des Rats durch weitreichende Abschaffung der Einstimmigkeitsregelung verbessern soll. Die Ratifikation des Vertrags soll innerhalb von knapp zwei Jahren abgeschlossen werden.[12]

### Dienstag, 27. Februar 2001
- Neustadt an der Weinstraße/Deutschland: Die Regierungschefs von Deutschland, Frankreich und Polen kommen zum dritten Mal zu Gesprächen im Rahmen des so genannten „Weimarer Dreiecks“ zusammen. Der deutsche Bundeskanzler Gerhard Schröder bezeichnet die drei Staaten als „harten Kern“ des „im Aufbau befindlichen Europas“.[13][14]

### Mittwoch, 28. Februar 2001
- Selby District/Vereinigtes Königreich: Bei einem Zugunglück in der Gemeinde Great Heck fährt ein Schnellzug in einen Gelände-Pkw mit Anhänger und entgleist. Daraufhin fährt ein Güterzug in die Unfallstelle. Mindestens 13 Menschen kommen ums Leben, 82 weitere werden schwer verletzt.[15]

## Weblinks

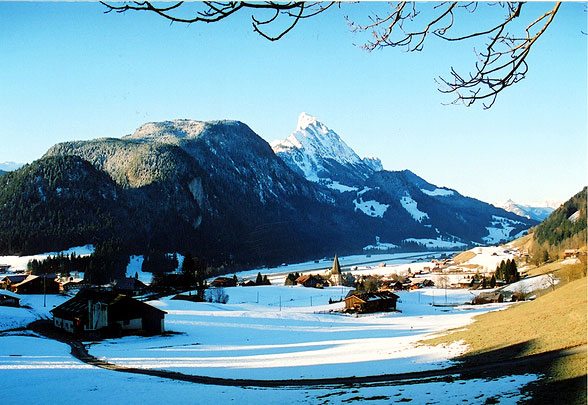
Kanton Bern im Februar 2001